# Amerikanska Röda Korset

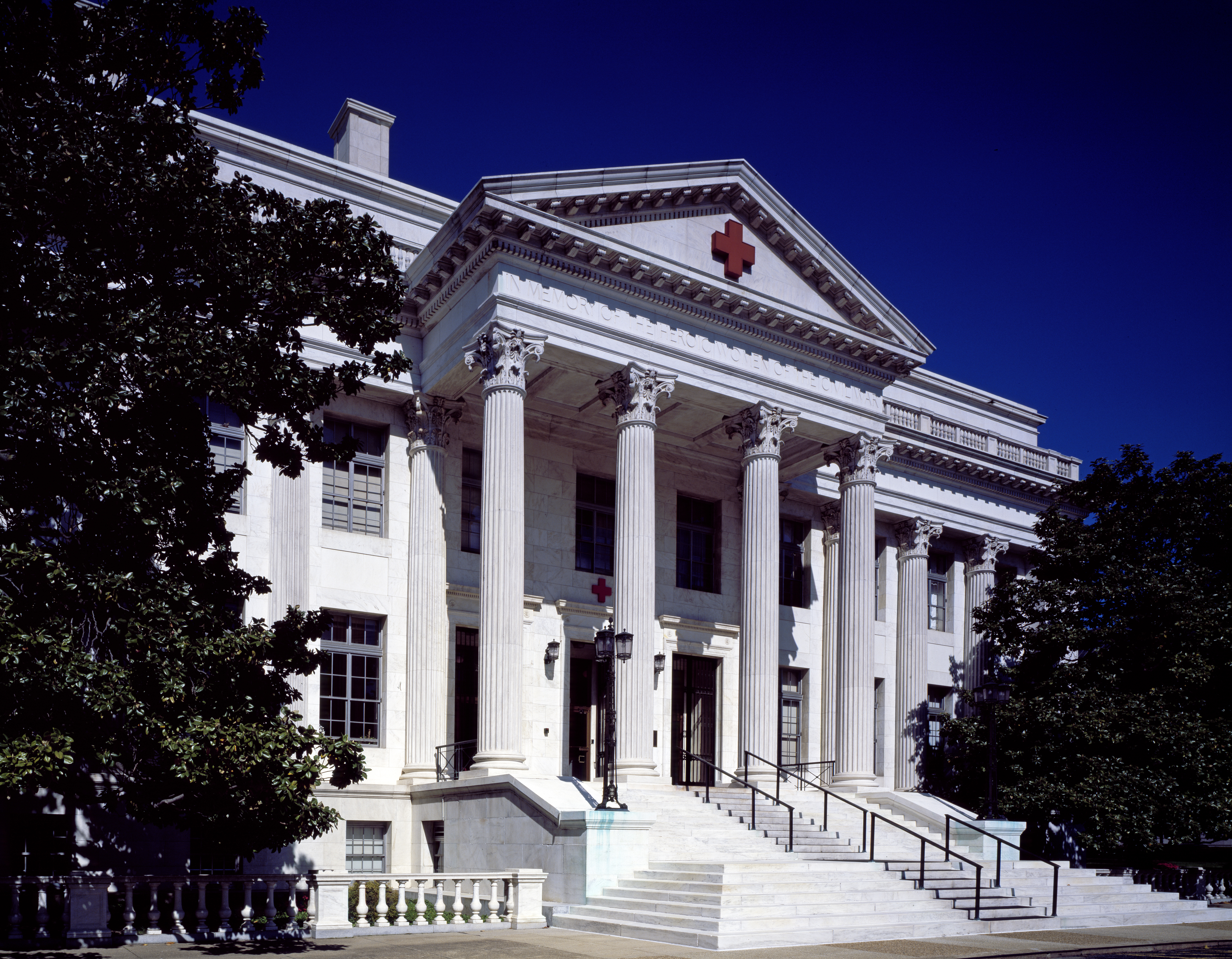
Huvudkontorsbyggnaden i Washington, DC.

Amerikanska Röda Korset (engelska: American Red Cross, formellt American National Red Cross, förkortat ARC) är en humanitär ideell organisation som arbetar med att tillhandahålla nödhjälp vid katastrofer liksom utbildning i USA, dess stadgar har erkänts av USA:s kongress.
Organisationen är kopplad till internationella Röda Korset.

## Ordförande
- Clara Barton 1881-1904
- William K. Van Reypen 1905–06
- Robert Maitland O'Reilly 1906
- George Whitefield Davis 1906–15
- William Howard Taft 1915–19
- Livingston Farrand 1919–21
- John Barton Payne 1921–35
- Cary T. Grayson 1935–38
- Norman Davis 1938–44
- Basil O'Connor 1944–47, titeln ändrad till president 1947–49
- George C. Marshall 1949–1950 (president)
- E. Roland Harriman 1950–1953 (president), titeln ändrad till ordförande 1954–73
- Frank Stanton 1973–79
- Jerome H. Holland 1979–85
- George F. Moody 1985–92
- Norman R. Augustine 1992–2001
- David T. McLaughlin 2001–04
- Bonnie McElveen-Hunter 2004–